# Graduate school
Dans l'Amérique du Nord anglophone, les établissements d'enseignement supérieur (en anglais : graduate schools) sont des structures universitaires offrant des programmes menant aux diplômes de maîtrise ou de doctorat. Les études supérieures (en anglais, graduate studies) suivent les études de premier cycle (en anglais, undergraduate studies), dont la fin est sanctionnée par le bachelor's degree (équivalent anglo-saxon de la licence en France, ou du baccalauréat au Québec ),. Bien que les études spécialisées de médecine, de droit et de commerce s'effectuent elles aussi après l'obtention du bachelor's degree, on désigne généralement les établissements où elles sont dispensées par le nom du programme lui-même : medical school (ou, plus couramment med school ; faculté de médecine), law school (faculté de droit) et business school (école de commerce) respectivement.
Les programmes d'études supérieures peuvent être sanctionnés par différents types de diplôme, dont celui de maîtrise professionnelle (par exemple la maîtrise ès arts), de maîtrise de recherche (M.Sc.) et de doctorat (Ph.D.).

## France
En France, des écoles doctorales accessibles aux doctorants après le second cycle exclusivement ont été progressivement mises en place à partir des années 1990 et introduites dans des textes réglementaires spécifiques en 2006.
Depuis 2017, les structures d'enseignement de deuxième et troisième cycles universitaires peuvent être créées sous le nom d'« école universitaire de recherche » à la suite de la convention du 14 février 2017 entre l'État et l'Agence nationale de la recherche (ANR) relative au programme d'investissements d'avenir (PIA),,.

## Québec
Au Québec, les structures d'enseignement de deuxième et troisième cycles universitaires sont parfois regroupées sous l'appellation générale de « faculté des études supérieures » ou de « direction des hautes études ».[réf. nécessaire]

## Reste du monde
L'organisation des universités en graduate schools s'est développée dans d'autres pays, particulièrement dans les régions où le Royaume-Uni et les États-Unis ont eu une influence importante[Par exemple ?].
Au Japon, les universités nationales et une partie des universités privées sont structurées sur ce modèle, les graduate schools s'appelant alors daïgakuïn (大学院).